# Francesco Bossi
Francesco Bossi (1525 – 18 de setembro de 1583) foi um prelado católico romano que serviu como bispo de Novara (1579–1583), bispo de Perugia (1574–1579) e bispo de Gravina (1568–1574).

## Biografia
Francesco Bossi nasceu em Milão em 1525. No dia  2 de agosto de 1568, foi nomeado Bispo de Gravina durante o papado de Pio V. A 28 de agosto de 1568, foi consagrado bispo por Otto Truchseß von Waldburg, bispo de Augsburg. No dia 5 de maio de 1574, foi nomeado bispo de Perugia durante o papado de Gregório XIII. A 21 de outubro de 1579, foi nomeado bispo de Novara por Gregório XIII, onde serviu como bispo até à sua morte a 18 de setembro de 1583.
Enquanto bispo, foi o principal co-consagrador de Ottavio Santacroce, Bispo de Cervia (1576), e Ottaviano Paravicini, Bispo de Alexandria (della Paglia) (1584).